# D226 (Gers)
De D226 is een 15,1 km lange departementale weg, die in het Franse departement Gers (regio Occitanie) van oost naar west loopt.

## Loop van de D226
De D226 komt in het oosten van de kruising D128 en de D929 in Panassac. In het westen gaat de weg even ten oosten van Duffort over in de D145.
Door de noord-zuid ligging van de heuvelruggen in het zuidoosten van de Gers zijn er in de oost-westverbindingen vaak veel hoogteverschillen en (scherpe) bochten. De gemiddelde snelheid op die wegen zal, vooral als ze smal zijn, eerder in de buurt van 45 dan 60 km/h liggen. Landschappelijk zijn ze meestal afwisselend en mooi.